# La Chambonie
La Chambonie é uma comuna francesa na região administrativa de Auvérnia-Ródano-Alpes, no departamento de Loire. Estende-se por uma área de 4,42 km². Em 2010 a comuna tinha 41 habitantes (densidade: 9,3 hab./km²).